# 最終電車 featuring 泉まくら（FragmentのREMIX）
「最終電車 featuring 泉まくら（FragmentのREMIX）」は、2013年5月22日にワーナーミュージック・ジャパンよりリリースされたパスピエのメジャー2枚目のシングル。

## 概要
- 前作「フィーバー」から約2ヶ月ぶりのリリース。

- 「最終電車」（『ONOMIMONO』収録）からインスパイアを受けた泉まくら[1]のラップをフィーチャーし、Fragment[2]とOMSB（SIMI LAB）[3]がそれぞれリミックスしたものと、オリジナルの3曲を収録。
- ジャケットは大胡田なつきと大島智子[4]のコラボ。

- タワーレコード限定発売・完全限定生産・ワンコインシングル。

## 収録内容
規格品番：WPCL-11425

### CD
| #  | タイトル                                                     | 作詞 | 作曲・編曲 |
| -- | ------------------------------------------------------------ | ---- | ---------- |
| 1. | 「最終電車 featuring 泉まくら（FragmentのREMIX）」           |      |            |
| 2. | 「最終電車 featuring 泉まくら（OMSB from SIMI LABのREMIX）」 |      |            |
| 3. | 「最終電車（original version）」                             |      |            |